# Hawker P.V.3
Hawker P.V.3 là một mẫu thử máy bay tiêm kích hai tầng cánh của Anh trong thập niên 1930.

## Tính năng kỹ chiến thuật
Dữ liệu lấy từ Hawker Aircraft since 1920
Đặc tính tổng quát
- Kíp lái: 1
- Chiều dài: 28 ft 2 in (8,59 m)
- Sải cánh: 34 ft 0 in (10,36 m)
- Chiều cao: 10 ft 5 in (3,18 m)
- Diện tích cánh: 290,5 foot vuông (26,99 m2)
- Trọng lượng rỗng: 3.530 lb (1.601 kg)
- Trọng lượng có tải: 4.670 lb (2.118 kg)
- Trọng lượng cất cánh tối đa: 4.850 lb (2.200 kg)
- Động cơ: 1 × Rolls-Royce Goshawk B.43 , 700 hp (520 kW)

Hiệu suất bay
- Vận tốc cực đại: 224 mph (360 km/h; 195 kn)
- Trần bay: 29.600 ft (9.022 m)

Vũ khí trang bị

- Súng: 4× Súng máy Vickers 0.303 in (7,7 mm)